# Bo McCalebb
Lester "Bo" McCalebb (Nova Orleães, 4 de maio de 1985) é um basquetebolista profissional estadunidense que atualmente joga no Zaragoza. O atleta possui 1,87m e pesa 84 kg, atuando na posição armador. 
Bo McCalebb possui cidadania macedônica e já disputou campeonatos europeus pela seleção deste país.